# Glendullan
Glendullan je skotská palírna společnosti Diageo nacházející se ve městě Dufftown v hrabství Banffshire, jež vyrábí skotskou sladovou whisky.

## Historie
Palírna byla založena v roce 1897 Williamem Williamsem a produkuje čistou sladovou whisky. Tato palírna leží na opačné straně od palírny Balvenie než palírna Kininvie. Glendullan od roku 1972 vyrobila tři odlišné druhy whisky. Stalo se tak díky nově postavené destilační budově a mícháním s whisky ze staré budovy. Produkuje whisky značky Glendullan, což je 12letá whisky s obsahem alkoholu 43%. Část produkce se používá do míchaných whisky. Tato whisky je chuťově hutná a zároveň suchá.